# گیلاده
گیلاده، روستایی از توابع بخش مرکزی شهرستان آستارا در استان گیلان ایران است.

## جمعیت
این روستا در دهستان حیران قرار دارد و براساس سرشماری مرکز آمار ایران در سال ۱۳۹۵، جمعیت آن ۴۱۶ نفر (۱۳۲خانوار) بوده‌است.این روستا در مسیر آبگرم علی داشی،مئشه سویو و جنگل های فندقلو قرار دارد. تمام اهالی روستا به زبان ترکی آذربایجانی

 صحبت می‌کنند.